# فرانک فتر
فرانک فتر (انگلیسی: Frank Fetter؛ ۸ مارس ۱۸۶۳ – ۲۱ مارس ۱۹۴۹) اقتصاددان مکتب اتریش اهل ایالات متحده آمریکا بود.